# Pensjonistpartiet

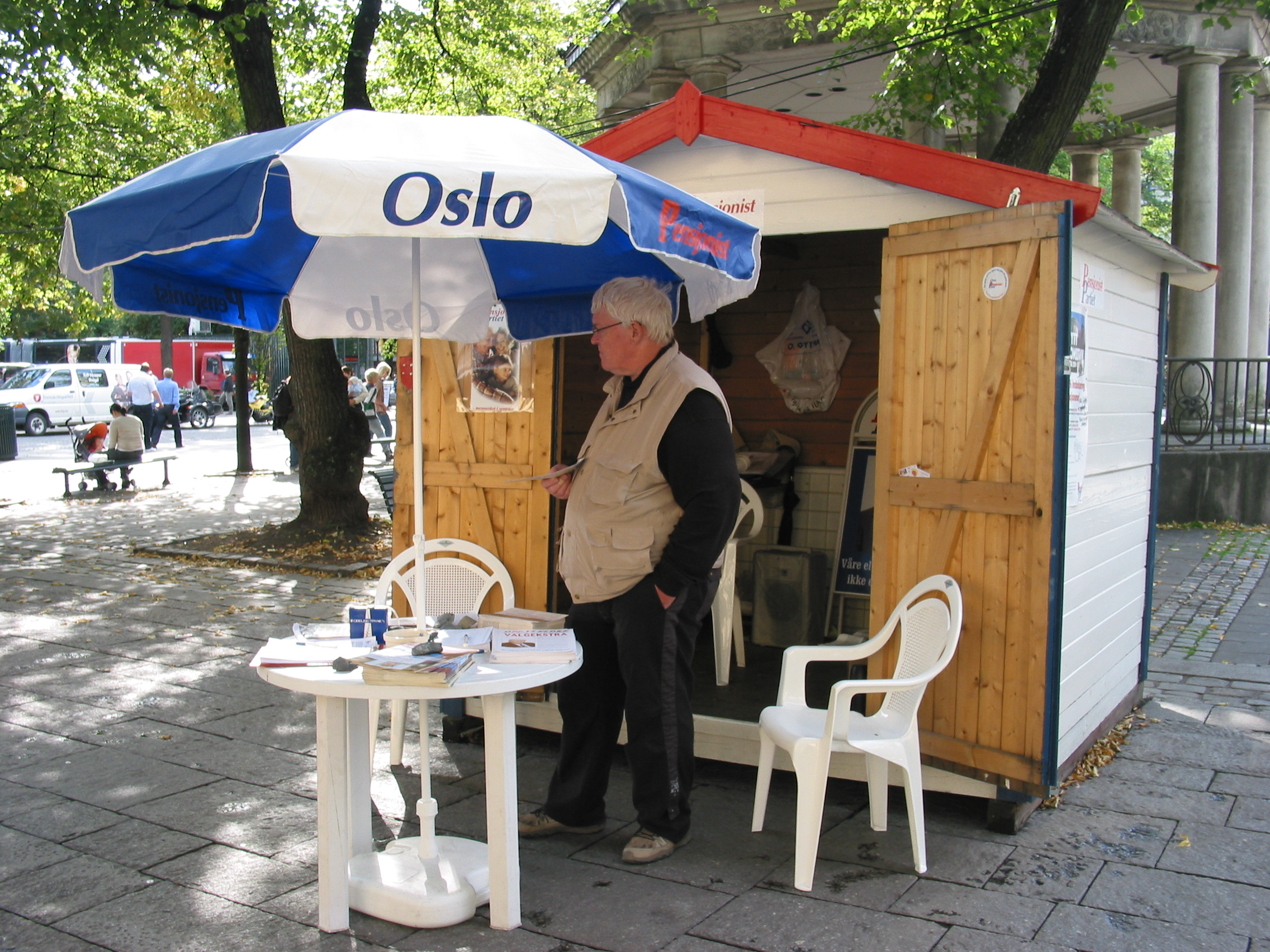
Campagnestalletje in Oslo ter gelegenheid van de verkiezingen in 2009.

De Pensjonistpartiet (Nederlands: Gepensioneerdenpartij) is een Noorse politieke partij opgericht in 1985 om de belangen van gepensioneerden te verdedigen. De partij heeft geen leden in het Storting, het Noorse parlement, maar wel 5 zetels in de regionale raden en 47 zetels in de gemeenteraden. Bij de parlementsverkiezingen van 2009 haalde de partij 0,4% van de stemmen.